# Henry Mintzberg
Henry Mintzberg (Montreal, 2 de setembre de 1939) és un professor acadèmic quebequès, internacionalment reconegut i autor de diverses publicacions sobre negocis i gestió.
És professor de la càtedra Cleghorn d'Estudis de Gestió a la Universitat McGill a Canadà, on ensenya des de 1968, després d'obtenir la seva graduació en Gerència i el Ph.D. de la MIT Sloan School of Management a 1965 i 1968 respectivament. També va rebre premis d'honor el 1968 durant la seva graduació.

## Biografia
Mintzberg va néixer a Montreal (Quebec), fill de pares jueus: Myer (fabricant) i Irene (Wexler) Mintzberg. Va completar la seva llicenciatura en enginyeria mecànica en la Facultat d'Enginyeria de la Universitat McGill i el seu mestratge en Gestió i Doctorat de l'Escola de Gestió de Sloan del MIT Sloan School of Management en 1965 i 1968, respectivament.
El 1997, el professor Mintzberg va ser nomenat oficial de l'Orde del Canadà. El 1998 va ser nomenat oficial de l'Orde Nacional del Quebec. Ara és membre de la Societat de Gestió Estratègica.
El 2004, va publicar un llibre titulat Managers Not MBA on descriu com està de malament l'educació gerencial avui dia. Mintzberg afirma que prestigioses escoles de postgrau com Harvard Business School i la Wharton Business School de la Universitat de Pennsylvania estan obsessionades amb els números i que els seus intents de fer de la gestió una ciència estan danyant la disciplina de la gestió. Mintzberg advoca per posar més èmfasi en els programes de postgrau que eduquen als gestors en pràctiques (en lloc dels estudiants amb poca experiència en el món real) en confiar en l'aprenentatge de l'acció i les idees dels seus propis problemes i experiències.
Mintzberg ha guanyat dues vegades el Premi McKinsey per publicar el millor article en l'Harvard Business Review (malgrat la seva postura crítica sobre el negoci de consultoria estratègica). També se li atribueix la creació de l'organigrama, que s'ensenya en les escoles de negocis.
De 1991 a 1999 va ser professor convidat en l'INSEAD.
Mintzberg ha escrit sobre els temes de gestió i estratègia empresarial, amb més de 150 articles i quinze llibres amb el seu nom. El seu llibre seminal, The Rise and Fall of Strategic Planning, critica algunes de les pràctiques de planificació estratègica actuals.
Mintzberg dirigeix dos programes en la Desautels Faculty of Management que han estat dissenyats per ensenyar el seu enfocament alternatiu a la gestió i la planificació estratègica: el Mestratge Internacional en Gestió Pràctica (IMPM) en associació amb l'Institut Executiu de McGill i el Mestratge Internacional pel Lideratge en Salut (IMHL). Amb Phil LeNir, és propietari de Coaching Us International, una empresa privada que fa servir el seu enfocament alternatiu.